# Poeciliopsis gracilis
Poeciliopsis gracilis is een straalvinnige vissensoort uit de familie van de levendbarende tandkarpers (Poeciliidae). De wetenschappelijke naam van de soort is voor het eerst geldig gepubliceerd in 1848 door Heckel.